# Haller László
Haller László gróf (1717. – 1751. március 1.) erdélyi földbirtokos, Máramaros megye főispánja, fordító. Haller János főispánnak, a Hármas História közrebocsátójának dédunokája.

## Pályája
Már 24 éves korában kormányhivatalt viselt és fontos ügyeket sikeresen végzett el, ezért Máramaros megye főispánjává nevezték ki. Éppen akkor halt meg, amikor a hétszemélyes tábla ülnökéül nevezték ki.
A magyar nyelv ápolásában és a fordításban dédapja példáját követte. Lefordította Ovidius Metamorphosesének jelentős részét, de fordítása elveszett. Fennmaradt azonban François Fénelon Télémaque (Télemakhosz) című regényének (1699) fordítása.
A 18. század második felében a franciás műveltség Magyarországon is terjedni kezdett. Ezt a francia Fénelon és Marmontel regényeinek fordításai is jelezték. A műveltebb, de idegen nyelveken nem tudó magyarok ekkor ismerkedtek meg az államregény műfajával. Fénelon politikai regényét Mária Terézia királynő uralkodása idején ketten is lefordították, elsőként Haller László (1755). Munkája nagy igyekezetre vall, de meglátszik rajta, hogy a fordítónak nagy nehézségébe került valamennyire is megközelíteni Fénelon elegáns prózáját. A másik fordító, Zoltán József erdélyi orvos munkája (1783) sem sikerült jobban.

## Munkája
Telemakus bujdosásának történetei, mellyeket franczia nyelven irt Fenelóni Saligniák Ferencz. Magyarra forditott... Most pedig Magyar Hazánk Fő, közép, és alacson Rendeinek örömére, kedves, és bölcs mulatságára, dicséretes költségével ki-nyomtattatott... Szalai Barkóczy Ferencz egri püspök. Kassa, 1755. Online
Haller László fordítása két évtized alatt még három kiadást ért meg: 1758, 1770, 1775. Csak ezután jelent meg Zoltán József Telemakusa.